# ماديسون (داكوتا الجنوبية)
ماديسون (بالإنجليزية: Madison, South Dakota)‏ هي مدينة و مقر المقاطعة تقع في الولايات المتحدة في مقاطعة ليك، داكوتا الجنوبية. يقدر عدد سكانها بـ 6,474 نسمة ومساحتها 11.94 كم2 وترتفع عن سطح البحر 511 متر.

## التركيبة السكانية
قام مكتب تعداد الولايات المتحدة بتحديد بيانات التركيبة السكانية لماديسون في تعداد الولايات المتحدة. في ما يلي، التركيبة السكانية حسب تعدادي 2000 و2010.

### تعداد عام 2000
بلغ عدد سكان ماديسون 6,540 نسمة بحسب تعداد عام 2000، وبلغ عدد الأسر 2,589 أسرة وعدد العائلات 1,491 عائلة مقيمة في المدينة. في حين سجلت الكثافة السكانية 1,529.4 نسمة لكل ميل مربع (590.5/كم2). وبلغ عدد الوحدات السكنية 2,706 وحدة بمتوسط كثافة قدره 632.8 نسمة لكل ميل مربع (244.3/كم2).
وتوزع التركيب العرقي للمدينة بنسبة 97.16% من البيض و 0.81% من الأمريكيين الأصليين و 0.76% من الأمريكيين ذوي الأصول الآسيوية و 0.02% من سكان جزر المحيط الهادئ و 0.24% من الأمريكيين الأفارقة و 0.61% من عرقين مختلطين أو أكثر.
بلغ عدد الأسر 2,589 أسرة كانت نسبة 26.6% منها لديها أطفال تحت سن الثامنة عشر تعيش معهم، وبلغت نسبة الأزواج القاطنين مع بعضهم البعض 47.2% من أصل المجموع الكلي للأسر، ونسبة 7.5% من الأسر كان لديها معيلات من الإناث دون وجود شريك، وكانت نسبة 42.4% من غير العائلات. تألفت نسبة 34.8% من أصل جميع الأسر من أفراد ونسبة 16.7% كانوا يعيش معهم شخص وحيد يبلغ من العمر 65 عاماً فما فوق. وبلغ متوسط حجم الأسرة المعيشية 2.94، أما متوسط حجم العائلات فبلغ 2.26.
بلغ العمر الوسطي للسكان 33 عاماً. وكانت نسبة 21.3% من القاطنين تحت سن الثامنة عشر، وكانت نسبة 21.0% بين الثامنة عشر والأربعة وعشرون عاماً، ونسبة 21.7% كانت واقعةً في الفئة العمرية ما بين الخامسة والعشرون حتى والأربعة وأربعون عاماً، ونسبة 17.4% كانت ما بين الخامسة والأربعون حتى الرابعة والستون، ونسبة 18.6% كانت ضمن فئة الخامسة والستون عاماً فما فوق. يوجد لكل 100 أنثى 93.7 ذكر، ويوجد لكل 100 أنثى في الثامنة عشر من عمرها فما فوق 93.2 ذكر.
بلغ متوسط دخل الأسرة في المدينة 30,434 دولار، أما متوسط دخل العائلة فبلغ 39,745 دولار. وكان متوسط دخل الذكور 28,408 دولار مقابل 20,965 دولار للإناث. وسجل دخل الفرد الخاص بالمدينة 14,767 دولار. وكانت نسبة 6.3% من العائلات ونسبة 11.9% من السكان تحت خط الفقر، وكان من هؤلاء نسبة 12.2% تحت سن الثامنة عشر ونسبة 7.7% في الخامسة والستين من العمر وما فوق.

### تعداد عام 2010
بلغ عدد سكان ماديسون 6,474 نسمة بحسب تعداد عام 2010، وبلغ عدد الأسر 2,627 أسرة وعدد العائلات 1,449 عائلة مقيمة في المدينة. في حين سجلت الكثافة السكانية 1,404.3 نسمة لكل ميل مربع (542.2/كم2). وبلغ عدد الوحدات السكنية 2,848 وحدة بمتوسط كثافة قدره 617.8 لكل ميل مربع (238.5/كم2).
وتوزع التركيب العرقي للمدينة بنسبة 94.5% من البيض و 0.9% من الأمريكيين الأصليين و 1.1% من الأمريكيين ذوي الأصول الآسيوية و 0.7% من الأمريكيين الأفارقة و 1.5% من عرقين مختلطين أو أكثر.
بلغ عدد الأسر 2,627 أسرة كانت نسبة 26.5% منها لديها أطفال تحت سن الثامنة عشر تعيش معهم، وبلغت نسبة الأزواج القاطنين مع بعضهم البعض 42.6% من أصل المجموع الكلي للأسر، ونسبة 9.4% من الأسر كان لديها معيلات من الإناث دون وجود شريك، بينما كانت نسبة 3.2% من الأسر لديها معيلون من الذكور دون وجود شريكة وكانت نسبة 44.8% من غير العائلات. تألفت نسبة 37.3% من أصل جميع الأسر من أفراد ونسبة 14.2% كانوا يعيش معهم شخص وحيد يبلغ من العمر 65 عاماً فما فوق. وبلغ متوسط حجم الأسرة المعيشية 2.93، أما متوسط حجم العائلات فبلغ 2.22.
بلغ العمر الوسطي للسكان 34.6 عاماً. وكانت نسبة 20.6% من القاطنين تحت سن الثامنة عشر، وكانت نسبة 18.1% بين الثامنة عشر والأربعة وعشرون عاماً، ونسبة 20.4% كانت واقعةً في الفئة العمرية ما بين الخامسة والعشرون حتى والأربعة وأربعون عاماً، ونسبة 23.6% كانت ما بين الخامسة والأربعون حتى الرابعة والستون، ونسبة 17.3% كانت ضمن فئة الخامسة والستون عاماً فما فوق. وتوزع التركيب الجنسي للسكان بنسبة 49.8% ذكور و50.2% إناث.